# 2009-es európai parlamenti választás Bulgáriában
Bulgáriában a második európai parlamenti (EP) választásra 2009. június 7-én került sor.

## A választás eredménye
A választáson 13 párt és 1 független jelölt indult. A természetes bekerülési küszöböt 6 párt lépte át sikeresen.
Bulgária 17 képviselőt választ az Európai Parlamentbe.
A részvételi arány 38,92% volt.
| Párt                                  | Szavazati arány | Mandátumok száma |
| ------------------------------------- | --------------- | ---------------- |
| GERB                                  | 24,36%          | 5                |
| Bolgár Szocialista Párt               | 18,40%          | 4                |
| Mozgalom a Jogokért és Szabadságokért | 14,14%          | 3                |
| Támadás Párt                          | 11,96%          | 2                |
| Második Szimeon Nemzeti Mozgalom      | 7,96%           | 2                |
| Kék Koalíció                          | 7,95%           | 1                |
| egyéb                                 | 15,13%          | 0                |

Megválasztott EP-képviselők:
- Európai Néppárt
  - GERB
    - Emil Sztojanov
    - Iliana Ivanova
    - Marija Nedelcseva
    - Rumjana Zseleva
    - Vladimir Urucsev

  - Kék Koalíció
    - Nadezsda Mihajlova
- Európai Szocialisták Pártja
  - Bolgár Szocialista Párt
    - Evgeni Kirilov
    - Ilijana Jotova
    - Ivajlo Kalfin
    - Krisztian Vigenin
- Európai Liberáldemokrata és Reform Párt
  - Második Szimeon Nemzeti Mozgalom
    - Antonija Parvanova
    - Meglena Kuneva

  - Mozgalom a Jogokért és Szabadságokért
    - Filiz Hjuszmenova (Filiz Hüsmenova)
    - Metin Kazak
    - Vladko Panajotov
- Identitás, Hagyomány, Szuverenitás
  - Támadás Párt
    - Dimitar Sztojanov
    - Szlavcso Binev